# غيزيل فرنانديز
غيزيل فرنانديز (بالإنجليزية: Giselle Fernández)‏ هي مذيعة أخبار ومنتجة أفلام وصحفية وكاتبة للأطفال ومخرجة وممثلة أمريكية، ولدت في 15 مايو 1961 في مدينة مكسيكو في المكسيك. من الجوائز التي نالتها جائزة إيمي.

## أعمال

### أفلام
- (1997) ذيل الكلب[4][5][6]
- (2002) هوت شيك

## جوائز
- جائزة إيمي

## وصلات خارجية
- الموقع الرسمي
- غيزيل فرنانديز على موقع IMDb (الإنجليزية)
- غيزيل فرنانديز على موقع أول موفي (الإنجليزية)
- غيزيل فرنانديز على موقع قاعدة بيانات الفيلم (الإنجليزية)
- غيزيل فرنانديز على موقع كينوبويسك (الروسية)